# Ingermegvonásos kísérlet
Az ingermegvonás, másként szenzoros depriváció vagy perceptuális izoláció egy vagy több érzékleti inger tudatos megvonását jelenti. Egyszerű eszközök, mint a szemkötő, csuklya vagy a fülvédő megfosztja az embert a hallásától és a látásától, míg a komplexebb szerkezetek meg tudják szüntetni a szaglást, tapintást, ízérzékelést, termocepciót (hőérzékelés) és a gravitációt. Az ingermegvonást számos területen alkalmazzák, például az alternatív gyógyászatban és pszichológiai kísérletekben (izolációs tartály).

## Korlátozott környezeti inger terápia (Restricted Environmental Stimulation Therapy – REST)
A szenzoros deprivációt nem csak pszichológiai kísérletekben, hanem terápiás céllal is gyakran alkalmazzák. Többek között olyan pszichiátriai rendellenességek kezelése során, mint az autizmus, vagy a függőség. Effektívnek bizonyult a stressz és a fájdalom csökkentésében, az alkoholizmus és az inszomnia kezelésénél is.

### Kamrás REST
Két általános alapvető eljárást alkalmaznak a korlátozott környezeti inger terápiában: a kamrás és a lebegéses módszert. A kamrás REST során az alany egy ágyon fekszik, egy teljesen sötét, minden hangingertől megfosztott (átlagban 80 dB) szobában akár 24 órára. Mozgásuk korlátozva van a kísérleti instrukciókra, de nincs mechanikusan korlátozva. Étel, ital, és higiéniai felszerelés biztosítva van a szobában. Az alanyok elhagyhatják a termet a 24 óra letelte előtt, de csak kevesebb, mint 10%-uk teszi is meg.

### Lebegéses REST

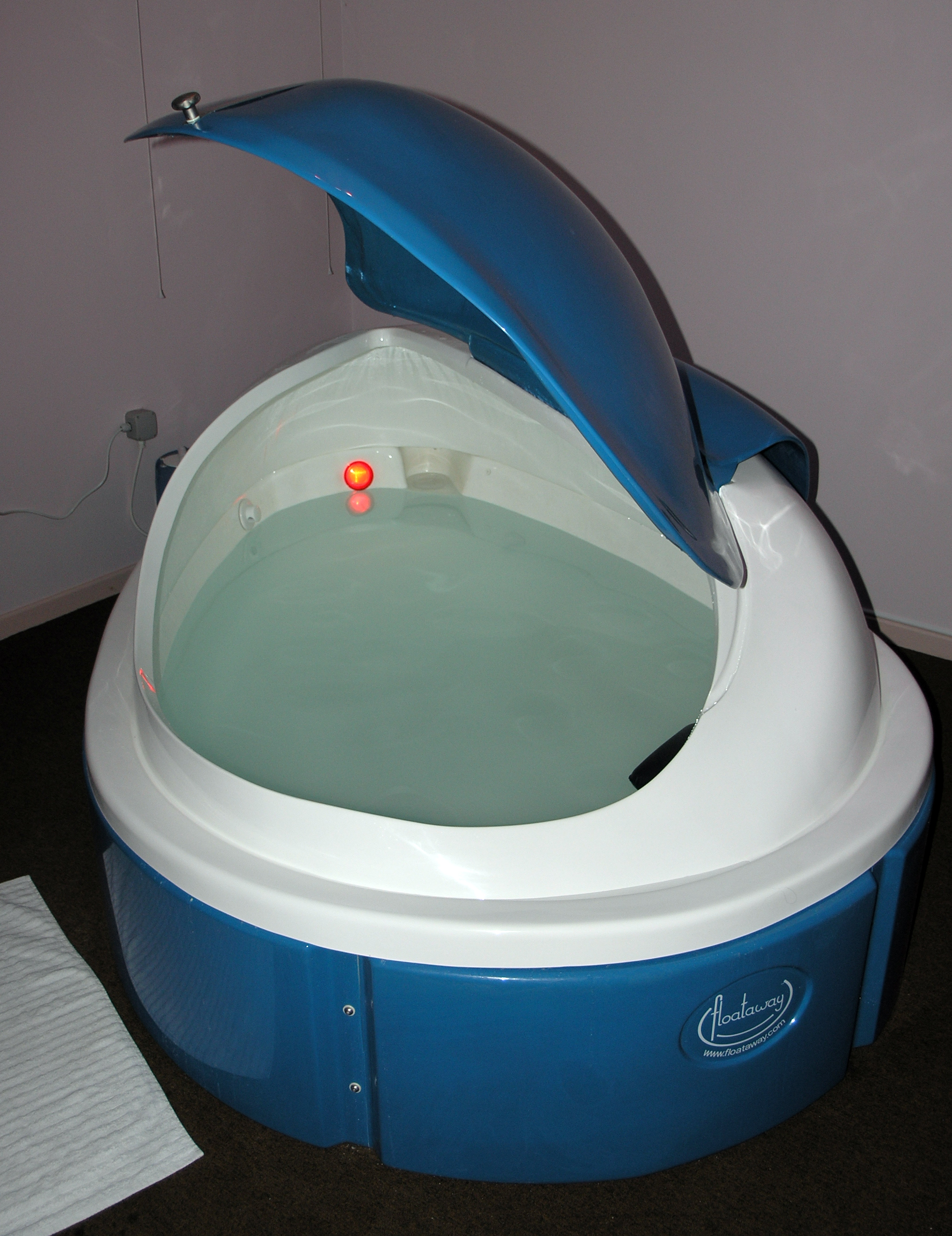
Flotációs tartály nyitott felhajtható fedéllel

A lebegéses REST során a szoba tartalmaz egy tartályt vagy egy medencét. A lebegő közeg testhőmérsékletű vízből és Epson sóból (keserűsó) áll, amely lehetővé teszi a beteg számára, hogy hanyatt fekve lebegjen, anélkül, hogy aggódnia kelljen a biztonsága miatt. Valójában az, hogy lebegés közben hasra forduljon, tudatos erőfeszítést igényelne. A tesztelt alanyok kevesebb, mint 5%-a távozik a kezelés befejezése előtt, ami általában egy óra lebegést takar.
Az első negyven percben beszámoltak arról, hogy előfordulhat viszkető érzés a különböző végtagokban (ez egy olyan jelenség, amely szintén előfordulhat a meditáció kezdeti szakaszaiban is). Az utolsó húsz perc gyakran azzal ér véget, hogy az agy alfa vagy béta hullámai átmennek théta hullámokba, melyre tipikusan alvás és ébredés előtt kerül sor. A lebegőtartályban a théta-állapot jó néhány percig eltarthat anélkül, hogy az alany elvesztené az öntudatát. Vannak, akik arra használják a meghosszabbított théta-állapotot, hogy erősítsék a kreativitásukat és a problémamegoldó-képességüket vagy hatékonyabbá tegyék tanulásukat. Néha gyógyfürdők is biztosítanak lakossági használatú lebegőtartályokat relaxáció céljából. Az Egyesült Államokban és Svédországban elméleti szempontból tanulmányozták a lebegéses terápiát, a publikált eredmények pedig kimutatták, hogy a terápia mind a fájdalmat, mind a stresszt is csökkenti. A relaxációs állapothoz alacsonyabb vérnyomás és kimagaslóan jó vérkeringés is társul.

### Statisztikai adatok
Számos tanulmányban vitáztak már arról, hogy melyik kezelési folyamat a hatékonyabb, mégis, csak egyetlenegyben vizsgálták a kérdést statisztikailag. Tizenkilenc alanyt vizsgáltak, akik lebegéses és/vagy kamrás korlátozott környezeti inger terápián vettek részt, abból a célból, hogy elősegítsék a relaxációt, és/vagy segítsék a dohányzásról való leszokást, csökkentsék az elhízást, az alkoholfogyasztást és a krónikus fájdalmakat. A statisztikailag érdekelt adat, jelöljük d-vel, a kezelés hatékonyságának a mértéke. Tájékoztatásként, d=0.5 moderált hatásnak és d=0.8 erős hatásnak számít. A 19 alany, akik alávetették magukat a kamrás korlátozott környezeti inger terápiának, d értéke 0.53-at mutatott, és azok hatan, akik a lebegéses terápiában is részt vettek 0.33-as értéket mutattak. Továbbá kimutatták, hogy kevés különbség van a korlátozott környezeti inger terápiában részt vett személyek, és az ezt a terápiát még egyéb terápia mellett alkalmazó személyek mért eredményei között.

### Különbségek a terembeli és a lebegéses REST között
Számos különbség létezik a terembeli és a lebegéses REST között. Például, ha egy közvetítő is jelen volt a lebegéses terápia alatt, az alanynál csökkent a tapintási stimuláció, miközben megtapasztalta a súlytalanságot. Továbbá, az Epsom só hozzáadása a kívánt lebegés elérése végett terápiás hatással lehet a hipertóniás izmokra. Mivel a kamrás REST fő hatása a relaxációs állapot elérése, ezért a terápia arousalszintre történő hatása kevésbé világos.
Másodsorban, a nagyfokú mozdulatlanságnak köszönhetően (a lebegéses terápia során az alany nem képes hasra fordulni, ami kényelmetlenné válhat néhány óra múltán) az alany nem képes végigcsinálni a kamrás REST időtartamát. E miatt az alany nem tudja megtapasztalni azokat a hozzáállásbeli és gondolkodásbeli változásokat, amelyeket ehhez a terápiához társítanak.
Harmadjára, a két különböző technika kutatási kérdései is eltérőek. A kamrás REST kutatása során – az 1950-es években – olyan kérdések merültek fel, mint például, hogy szükség van-e stimulációra, milyen az arousalszint természete és hogyan kapcsolódik a külső stimulációhoz. A gyakorló terapeuták felfedezték, hogy hasznos az olyan pszichiátriai működési zavarok kezelése során, mint például az autizmus vagy a különböző szerekkel való visszaélés. Ezzel ellentétben a lebegéses REST inkább rekreációs eszköznek bizonyult, mivel stressz okozta rendellenességeknél, fájdalom csökkentésénél és az inszomnia (álmatlanság) kezelésénél alkalmazták.

## Egyéb felhasználási lehetőségek
A REST használatáról kimutatták, hogy eredményes a dohányzásról való leszokás segítésében. A 12 hónap és 5 év időtartam közt mozgó tanulmányokban kimutatták, hogy a terápiát alkalmazó betegek 25%-ának sikerült hosszú távú absztinenciát elérnie. Összehasonlításképp, a nikotin tapasz használatánál ez az érték csupán 5%.
Az alkoholizmusnál alkalmazott korlátozott környezeti inger terápia a kutatások egyik fő célpontja lett. Azoknál a személyeknél, akik két órás terápiának vetették alá magukat, az alkoholfogyasztás 56%-kal csökkent a kezelés utáni első két hétben. A fogyasztás csökkenését fenntartották további kezelésekkel, melyeket az első utáni 3-6. hónapban folytattak le.
A Washington Állami Egyetem által közzétett eredmények:
|  |  |  |  | - Időintervallumok - REST előtt - Pontban REST után - REST után 3 hónappal - REST után 6 hónappal | - Elfogyasztott alkohol mennyisége (uncia/nap) (1 uncia≈30 ml) - 42.7 - 23.3 - 16.0 - 12.7 |

Végül a korlátozott környezeti inger terápia hatását kipróbálták a drogfogyasztás csökkentésével kapcsolatban is. Az Arizonai Egyetem tanulmányából kiderül, hogy a kamrás REST alkalmazása olyan járóbetegeknél, akiket káros anyagokkal való visszaéléssel kezeltek, eredményes volt, mivel a betegek 43%-a kezelés után 4 évvel is józan és drogmentes maradt. Ezzel szemben a kontrollcsoportból senki sem maradt tiszta nyolc hónap után.

## Negatív hatások
Vizsgálatokat végeztek abból a célból, hogy teszteljék az ingermegvonás agyra gyakorolt hatását. Egy kutatás 19 önkéntest vizsgált, akik kitöltöttek egy kérdőívet, amely azt vizsgálta, hogy az egészséges emberek milyen tendenciát mutatnak arra, hogy olyan dolgokat lássanak, amelyek valójában nem is léteznek. Ezen a teszten az jobban és rosszabbul teljesítő emberekből állt a 19 fő. Majd egy koromsötét, hangszigetelt szobába zárták őket 15 percig. Eztán teljesítettek még egy tesztet, amely pszichózis-szerű élményeket mért. Ezt eredetileg arra használták, hogy a szórakozásból drogot fogyasztókat vizsgálja. Öt ember számolt be arról, hogy arcokat hallucinált, hatan láttak arcokat/alakokat, amik valójában nem is voltak ott, négyen számoltak be kiélesedett szaglásról, és ketten „ördögi jelenlétet” érzékeltek a szobában. Nem meglepő, hogy azok, akik alacsonyabb pontokat értek el az első teszten, kevesebb perceptuális torzulást tapasztaltak, azonban ők is beszámoltak különböző téveszmékről és hallucinációkról.
A Journal of Nervous and Mental Disease című folyóirat szerint a hallucinációkat az okozza, hogy az agy félreazonosítja annak a forrását, amit épp aktuálisan észlel.

### José Padilla

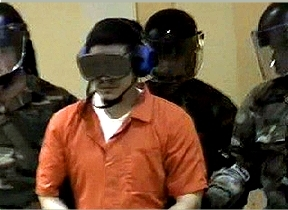
Jose Padilla szemei, fülei letakarva

Jose Padillát 2007-ben tartóztatták le terroristák segítésének vádjával, majd 17 év és 4 hónap letöltendő börtönbüntetésre ítélték. Míg a tárgyalására várt, beszámolók tudósítottak arról, hogy akár több hétig egybefüggő ingermegvonással vallatták. 1307 napig Padillát egy 9’x3’-as cellában tartották fogva, ahol nem volt természetes fény, sem óra vagy naptár. Amikor Padilla elhagyta a celláját, megbilincselték, letakarták a szemét és fülvédőt helyeztek rá. A tanácsadója szerint, miközben Padillát vallatták, erős fényeknek és hangoknak volt kitéve. Mialatt találkozott a tanácsadójával, arról számoltak be, hogy Padilla arcrángatódzást, véletlenszerű szemmozgásokat és arcának szokatlan eltorzítását mutatta. A beszámolók szerint Padilla annyira „összetört”, hogy meg volt győződve arról, hogy az ügyvédei az őt vallató csoporthoz tartoztak, és a fogvatartóit tartotta a védelmezőinek.

### „Teljes izoláció”
2008 januárjában a BBC Horizon című sorozata műsorra tűzött egy különkiadást, melynek „Teljes izoláció” volt a címe. A műsor hat személyre összpontosított, akik beleegyeztek, hogy hagyják magukat bezárni egy atombunkerbe, teljesen egyedül és sötétben. Az elkülönítés előtt az önkéntesek különböző teszteknek vetették alá magukat, úgymint vizuális memória, információfeldolgozás, verbális folyékonyság és befolyásolhatóság. Eztán, két napot és két éjszakát töltöttek teljes elkülönítésben. Az alanyok megjegyezték, hogy képtelenek voltak érzékelni az idő múlását, és a hallucinációk és víziók nagyon megnehezítették az elméjük számára a cellában töltött órákat.
A hat önkéntes közül kettő jól viselte a dolgokat. Egy nő arról volt meggyőződve, hogy az ágyneműi nedvesek. Három vizuális és hallási hallucinációkat tapasztalt – kígyókat, osztrigákat, apró autókat és zebrákat észleltek. A 48 óra leteltével ugyanazokat a teszteket töltették ki velük, mint a kísérlet előtt. Az eredmények kimutatták, hogy az önkéntesek azon képessége, hogy akár a legegyszerűbb teszteket is kitöltsék, jelentősen romlott. Egy alany memóriakapacitása 36%-ot esett, és az összes résztvevőnek problémát okozott olyan szavak felsorolása, amelyek F betűvel kezdődnek. Mind a négy férfinak (viszont egyik nőnek sem) jelentősen megnőtt a befolyásolhatósága.